# Голошиці
Голошиці (пол. Gołoszyce) — село в Польщі, у гміні Бацьковиці Опатовського повіту Свентокшиського воєводства.
Населення — 255 осіб (2011).
У 1975—1998 роках село належало до Тарнобжезького воєводства.

## Демографія
Демографічна структура на день 31 березня 2011 року:
|          | Загалом | Допрацездатний вік | Працездатний вік | Постпрацездатний вік |
| -------- | ------- | ------------------ | ---------------- | -------------------- |
| Чоловіки | 130     | 29                 | 90               | 11                   |
| Жінки    | 125     | 20                 | 73               | 32                   |
| Разом    | 255     | 49                 | 163              | 43                   |